# Pedicellina pyriformis
Pedicellina pyriformis is een soort in de taxonomische indeling van de kelkwormen (Entoprocta). 
De worm behoort tot het geslacht Pedicellina en behoort tot de familie Pedicellinidae. De wetenschappelijke naam van de soort werd voor het eerst geldig gepubliceerd in 1965 door Ryland.